# Over the Edge (rollenspel)
Over the Edge is een surrealistisch rollenspel dat gaat over geheimen en samenzweringen, en zich afspeelt op het mysterieuze eiland Al Amarja. Het is bedacht door Jonathan Tweet samen met Robin D. Laws, en uitgegeven door Atlas Games.
Over the Edge kan op meerdere manieren als baanbrekend worden beschouwd:
1. Het was het eerste spel dat personages geen vaste eigenschappen, vaardigheden, enz. gaf, maar de spelers helemaal vrij liet om deze zelf te kiezen.
2. Het is gebaseerd op een dice pool, waarbij het aantal dobbelstenen dat gegooid wordt, en niet hoe ze afgelezen worden, bepaald wordt uit de vaardigheden van de personages.

Zowel Over the Edge als Vampire: The Masquerade waren gebaseerd op een project van Jonathan Tweet en Mark Rein·Hagen dat volgde op Ars Magica, dat ze ontwikkeld hadden voor Lion Rampant. Beide spellen gebruiken het concept van een dice pool, wat waarschijnlijk uit dit originele ontwerp voortkomt. Dit spelmechaniek was al eerder gebruikt in Ghostbusters en The Star Wars Roleplaying Game, beide van West End Games, maar werd pas populair met Over the Edge en Vampire.
Hoewel Vampire veel populairder is geworden dan Over the Edge (grotendeels omdat de achtergrond van Vampire veel meer mensen aanspreekt), is Over the Edge een veelgeprezen spel, en z'n invloed op latere rollenspellen is groot geweest.

## Systeem
In plaats van vaardigheden hebben personages zogenaamde traits, of eigenschappen — vrije beschrijvingen zoals "Brandweerman", "Snel", of "Monster uit een andere dimensie", die door de speler bedacht en gedefinieerd worden. Elk personage heeft één primaire eigenschap, twee secundaire eigenschappen, en een slechte eigenschap. Een van de drie positieve eigenschappen, naar keuze van de speler, is superieur (m.a.w. hier is het personage het beste in).
Wanneer een personage een actie probeert te ondernemen waarbij een van zijn of haar eigenschappen logischerwijs van toepassing zou zijn, gooit de speler drie, zeskantige dobbelstenen, of vier als de superieure eigenschap in het spel komt. Als geen enkele eigenschap van toepassing is, worden twee dobbelstenen gegooid.
Als het personage een behoorlijk voordeel heeft, mag er een bonus dobbelsteen gegooid worden: er wordt één extra dobbelsteen geworpen, en de laagste dobbelsteen wordt uit de worp verwijderd. Daarentegen, als er een groot nadeel is voor het personage (zoals wanneer de slechte eigenschap van toepassing is) wordt ook een extra dobbelsteen gegooid, maar wordt de hoogste worp weggehaald.

## Setting
Het spel speelt zich af op het denkbeeldige eiland Al Amarja, een onafhankelijke eilandstaat in het zuiden van de Middellandse Zee. Aan de westkant van het eiland liggen drie in elkaar gegroeide steden: Skyla, The Edge en Traboc; het grootste deel van de bevolking woont hier. Freedom City is de hoofdstad, en ligt aan de oostkant van het eiland; hier staan vooral regeringsgebouwen en de huizen van regeringsfunctionarissen. De rest van het eiland is vooral onontgonnen bos, met in het midden de uitgedoofde vulkaan Mount Ralsius.

### Geschiedenis
Al Amarja is gekoloniseerd en veroverd door, achtereenvolgens, de Grieken, Romeinen, Moren, Catalanen, Castilianen, verschillende Italiaanse staten, en uiteindelijk het verenigde Italië. In 1940 nam President-voor-het-Leven Monique D'Aubainne de macht over. De officiële lezing is dat ze de fascisten verdreef met behulp van haar lijfwacht; in werkelijkheid kocht ze gewoon het eiland van Benito Mussolini. Ze stichtte toen de nieuwe staat en nam wetgeving aan naar Amerikaans model.

### Politiek
Al Amarja is een onafhankelijke staat. Het is geen lid van de Verenigde Naties of welke andere internationale organisatie dan ook. Het heeft geen ambassades waar ook ter wereld.
De officiële taal van Al Amarja is Amerikaans Engels, maar het Al Amarjaanse dialect gebruikt leenwoorden uit zo'n beetje elke taal ter wereld, waaronder verschillende woorden voor "ja".
Al Amarja's inkomsten komen uit verschillende bronnen: decadente toeristen, privédonaties en investeringen, legale en illegale handel, gesmokkeld ivoor en andere verboden dierlijke producten, diensten aan zeelui, buitenlandse bankrekeningen, en handel in gekopieerde producten. Het zakenleven kan zich goed vinden in het gebrek aan auteursrecht, merkenrecht en veiligheidswetgeving, en de makkelijk om te kopen politie.
Vuurwapens, explosieven en kogelvrije vesten zijn verboden. Alleen de Peace Force (Vredesmacht, zwaar bewapende wetshandhavers) mogen vuurwapens dragen, en zien streng toe op naleving van deze wet. Drugswetgeving is vergelijkbaar met die in Europa en de Verenigde Staten, maar wordt maar zelden ook echt toegepast. Voor de rest laten politie en regering iedereen doen wat hij wil zolang het de staat niet in gevaar brengt, of zolang ze er geen baat bij hebben om het te stoppen.
Al Amarja is ook het middelpunt van zo'n beetje elke wereldwijde samenzwering, die allemaal hun agenten op het eiland hebben.

### Bevolking
De geschiedenis van het eiland zorgt ervoor dat de autochtone bewoners eruitzien als een mengsel van verschillende etnische achtergronden. De bevolking van Al Amarja is ook gegroeid door immigranten uit het Middellandse Zeegebied, Noord-Amerika, Azië en Afrika. Ook bevinden zich mutanten, maniaken, illegale telepaten, geheim agenten, gekke wetenschappers, gewetenloze zakenlieden, rijkelui, en nog veel meer onder de bevolking, die nooit nauwkeurig geteld is.
Al Amarjanen — ook "Martians" genoemd — zijn harde mensen. In plaats van stropdassen dragen de meesten een strop rond de nek. Messen en schoenen met stalen neuzen zijn bijna alomtegenwoordig, en straat- en cafégevechten zijn een volksvermaak. Vanwege de algemene vijandigheid en verdenkingen is het normaal om dranken te serveren in gesloten blikjes en flesjes.
Al Amarjanen volgen zo'n beetje elke godsdienst van Christendom tot mensenoffers, van satanisme tot Sommerisme (volgelingen van rockster Karla Sommers). Er is maar één officiële, maar multi-godsdienstige, tempel in Al Amarja.